# Siergiej Sikorski
Siergiej Iwanowicz Sikorski (ros. Сергей Иванович Сикорский, ur. 29 sierpnia?/11 września 1907 w Bobrujsku, zm. 28 kwietnia 1960 w Mińsku) – radziecki polityk białoruskiego pochodzenia, dowódca partyzancki, Bohater Związku Radzieckiego (1944).

## Życiorys
W latach 1929–1930 służył w Armii Czerwonej, od 1930 w WKP(b), przewodniczący kołchozu i dyrektor stanicy maszynowo-traktorowej, 1937 ukończył Wyższą Komunistyczną Szkołę Rolniczą im. Lenina. Od 1937 do grudnia 1939 instruktor KC Komunistycznej Partii (bolszewików) Białorusi, od grudnia 1939 do 20 lipca 1944 sekretarz Komitetu Obwodowego KP(b)B w Brześciu ds. kadr. Od czerwca 1941 ponownie w Armii Czerwonej, ukończył wyższe kursy oficerów politycznych Armii Czerwonej, jeden z organizatorów komunistycznego podziemia i ruchu partyzanckiego w obwodzie witebskim i brzeskim. Od 4 listopada 1942 pełnomocnik KC KP(b)B na obwód brzeski, od kwietnia 1943 do lipca 1944 dowódca brzeskiego zgrupowania partyzanckiego w stopniu pułkownika, równolegle I sekretarz, potem sekretarz, Podziemnego Komitetu Obwodowego KP(b)B w Brześciu. Odpowiadał za działalność 11 radzieckich brygad partyzanckich i 11 samodzielnych oddziałów. Uchwałą Prezydium Rady Najwyższej ZSRR z 1 stycznia 1944 „za wzorowe wypełnianie powierzonych zadań w walce przeciw niemiecko-faszystowskim najeźdźcom na tyłach przeciwnika i wykazywanie przy tym odwagi i bohaterstwa i za szczególne zasługi w rozwoju ruchu partyzanckiego na Białorusi” otrzymał tytuł Bohatera ZSRR.
Od 20 lipca 1944 do 1946 przewodniczący Komitetu Wykonawczego Rady Obwodowej w Brześciu, w latach 1946-1949 słuchacz Wyższej Szkoły Partyjnej przy KC WKP(b), od 1949 do lipca 1950 zastępca ministra gospodarki rolnej Białoruskiej SRR. Od 19 lipca 1950 do 6 lutego 1958 I sekretarz Komitetu Obwodowego KP(b)B/KPB w Mohylewie, od 23 września 1952 do śmierci członek KC KP(b)B/KPB, od lutego 1958 do śmierci minister spraw wewnętrznych Białoruskiej SRR. Deputowany do Rady Najwyższej ZSRR 4-5 kadencji i do Rady Najwyższej Białoruskiej SRR 3 kadencji.

## Odznaczenia
- Złota Gwiazda Bohatera ZSRR (1 stycznia 1944[1])
- Order Lenina (1 stycznia 1944)
- Order Czerwonego Sztandaru
- Order Suworowa II klasy (15 sierpnia 1944)
- Order Wojny Ojczyźnianej I klasy

I medale.